# Наріжнянське газоконденсатне родовище
Наріжнянське газоконденсатне родовище — належить до Північного борту нафтогазоносного району Східного нафтогазоносного регіону України.

## Опис
Розташоване в Харківській області на відстані 15 км від м. Валки.
Знаходиться на північному борту Дніпровсько-Донецької западини безпосеродньо біля крайового розлому.
Структура виявлена в 1979 р. і являє собою по покрівлях серпуховського ярусу брахіантикліналь асиметричної будови субширотного простягання розмірами по ізогіпсі — 3350 м 2,1х1,0 м. Обидва її крила зрізані поздовжніми скидами.
Перший промисловий приплив газу отримано з відкладів серпуховського ярусу з інт. 3573-3582 м у 1984 р.
Поклади пластові, склепінчасті, тектонічно екрановані. Режим покладів газовий. Запаси початкові видобувні категорій А+В+С1: газу — 1880 млн. м3.